# Mednarodni filmski festival v San Sebastianu
Mednarodni filmski festival San Sebastián (Donostiako Nazioarteko Zinemaldia; Festival Internacional de Cine de Donostia - San Sebastián) je španski filmski festival A kategorije, ki poteka v baskovskem mestu San Sebastián (baskovsko ime: Donostia). 

## Zgodovina
Prvi festival so priredili leta 1953. V istem in sledečem letu so za glavno nagrado lahko tekmovali le španski filmi. Po letu 1954 je tekmovanje postalo mednarodno. 
Poleg uradnega tekmovalnega programa obstajajo še sekcije: 
- Zabaltegi (izbor najboljših filmov drugih festivalov)
- Horizontes Latinos (izbor latinsko ameriških filmov)
- retrospektive

Glavna nagrada žirije je Zlata školjka (Concha de Oro). Od leta 1986 naprej se podeljuje tudi nagrada Donostia, ki jo prejmejo zaslužni filmski ustvarjalci. Pomembna pa je še vsaj nagrada Altadis, ki jo prejme najboljši prvi ali drugi film - leta 2005 jo je prejel tudi Jan Cvitkovič za film Odgrobadogroba. 

## Dosedanji dobitniki Zlate školjke (izbor)
- 1957 - Dino Risi - La Nonna Sabella
- 1958 - Tadeusz Chmielewski - Ewa chce spac
- 1961 - Marlon Brando - One-Eyed Jacks
- 1962 - Damiano Damiani - L'Isola di Arturo
- 1964 - Elia Kazan - America, America
- 1967 - Stanley Donen - Two for the Road
- 1968 - Peter Collinson - The Long Day's Dying
- 1969 - Francis Ford Coppola - The Rain People
- 1971 - Eric Rohmer - Le Genou de Claire
- 1972 - Tom Gries - The Glass House
- 1973 - Victor Erice - El Espiritu de la colmena
- 1974 - Terrence Malick - Badlands
- 1978 - Robert M. Young - Alambrista!
- 1985 - Radoslav Pivovarski - Yesterday
- 1986 - Manuel Gutiérrez Aragón - La Mitad del cielo
- 1987 - Michel Khleifi - Urs al-jalil
- 1991 - Juanma Bajo Ulloa - Alas de mariposa
- 1992 - Adolfo Aristarain - Un lugar en el mundo
- 1994 - Imanol Uribe - Dias contados
- 1995 - Mort Ransen - Margaret's Museum
- 1997 - Claude Chabrol - Rien ne va plus
- 1998 - Alejandro Agresti - El viento se ilevo lo que
- 1999 - François Dupeyron - C'est quoi la vie?
- 2000 - Arturo Ripstein - La Perdición de los hombres
- 2001 - Orlando Lübbert - Taxi para tres
- 2002 - Fernando León de Aranoa - Los Lunes al Sol
- 2004 - Bahman Ghobadi - Lakposhtha hâm parvaz mikonand
- 2005 - Bohdan Sláma - Stesti (Something Like Happiness)

## Dobitniki nagradeDonostia
- 1986 - Gregory Peck
- 1987 - Glenn Ford
- 1988 - Vittorio Gassman
- 1989 - Bette Davis
- 1990 - Claudette Colbert
- 1991 - Anthony Perkins
- 1992 - Lauren Bacall
- 1993 - Robert Mitchum
- 1994 - Lana Turner
- 1995 - Susan Sarandon in Catherine Deneuve
- 1996 - Al Pacino
- 1997 - Michael Douglas, Jeremy Irons in Jeanne Moreau
- 1998 - Anthony Hopkins in John Malkovich
- 1999 - Fernando Fernán-Gómez, Vanessa Redgrave in Anjelica Huston
- 2000 - Michael Caine in Robert de Niro
- 2001 - Francisco Rabal, Warren Beatty in Julie Andrews
- 2002 - Jessica Lange, Bob Hoskins in Dennis Hopper
- 2003 - Isabelle Huppert, Sean Penn in Robert Duvall
- 2004 - Woody Allen, Annette Bening in Jeff Bridges
- 2005 - Willem Dafoe in Ben Gazzara